# Tom Braidwood
Tom Braidwood (n. 27 septembrie 1948, British Columbia, Canada) este un actor și regizor canadian. Acesta este cunoscut pentru rolul lui Melvin Frohike⁠(d), unul dintre adepții teoriilor conspiraționiste din grupul The Lone Gunmen⁠(d), din serialul american de televiziune Dosarele X. Mai mult, Braidwood a activat pe platourile de filmare ca regizor asistent⁠(d) pe parcursul sezoanelor 1-5 ale serialului. A fost regizor în a doua echipă de filmare⁠(d) a serialului Millennium, o altă producție a lui Chris Carter, și producător al celui de-al doilea sezon al serialului canadian Da Vinci's Inquest⁠(d), fiind în același timp responsabil și de regizarea unor episoade.
Pe lângă Dosarele X, Braidwood și-a reluat rolul lui Frohike în cele 13 episoade ale serialului The Lone Gunmen (2001). În 2006, Braidwood a apărut în două episoade din serialul Whistler⁠(d), iar în 2009 în filmele Mesaje ucigașe⁠(d) și Alien Trespass⁠(d).